# Syn člověka
Syn člověka (hebrejsky: בֶּן־אֱנוֹשׁ, ben enoš, aramejsky: בַּר־אָנָשׁ, bar anaš, řecky: ο υιος του ανθρωπου, ho hyjos tú anthrópú) je biblický pojem, jenž je mnohými považován za apokalyptický kvůli tomu, že některé náboženské skupiny toto slovní spojení spojovaly a spojují s očekávanou mesiášskou postavu, která se podle eschatologických očekávání má objevit na konci dní. V tomto pojetí se však toto slovní spojení v hebrejské Bibli běžně neužívá. Například v Žalmech prostě označuje lidského tvora. V množném tvaru pak toto slovní spojení slouží k označení většího počtu lidí. Synonymním pojmem „lidský synu“ (hebrejsky: בֶּן־אָדָם, ben adam) oslovuje Hospodin jak proroka Ezechiele, tak Daniele.
Ztotožňování výrazu „Syn člověka“ s konkrétní osobou, jež se má v budoucnu objevit a jehož vladařská moc má být „věčná, která nepomine, a jeho království nebude zničeno“, se pojí až s výklady proroctví knihy Daniel, jež se začaly rozvíjet v době po babylónském exilu, kdy byly i literárně zpracovávány. Velmi hojně se toto pojetí vyskytuje například v knize Henochově. Řecká Septuaginta výraz „Syn člověka“, jenž je použit u Daniele 7:13, uvádí ve tvaru bez určitých členů, tedy v podobě hyjos anthrópú, jak bylo běžné v řecky psané literatuře v případě, že toto slovní spojení prostě označovalo lidskou bytost. Když je však později v řeckém novozákonním textu odkazováno na onoho Syna člověka z Danielova proroctví, jsou už připojeny určité členy a tento odkaz zní ho hyjos tú anthrópú, tedy doslova „ten syn toho člověka“. V křesťanství je tento pojem vztahován na Ježíše Krista, přičemž on sám o Synu člověka mluví zpravidla ve třetí osobě.
S pojmem Syna člověka pracují i některá nová náboženská hnutí, například Hnutí Grálu. Český vizionář Jan Dietrich Dvorský, známý z kauzy tzv. imanuelitů, se rovněž označoval za Syna člověka. Mluvčí Hnutí Grálu toto ostře odmítli s tím, že žijící člověk se nemůže za Syna člověka považovat.